# Streha
Streha je zgornja obloga stavbe, vključno z vsemi materiali in konstrukcijami, potrebnimi za njeno podporo na stenah stavbe ali na podstavkih, ki zagotavljajo zaščito pred dežjem, snegom, sončno svetlobo, ekstremnimi temperaturami in vetrom.
Značilnosti strehe so odvisne od namena stavbe, ki jo pokriva, od razpoložljivih strešnih materialov in lokalne gradbene tradicije ter širših konceptov, arhitekturnega oblikovanja in prakse. Lahko pa jih ureja tudi lokalna ali nacionalna zakonodaja. V večini držav, je primarna funkcija strehe predvsem zaščita pred dežjem. Veranda je lahko prekrita z materialom, ki ščiti pred sončno svetlobo, vendar dopušča druge elemente. Streha zimskega vrta ščiti rastline pred mrazom, vetrom in dežjem, vendar dopušča svetlobo.
Streha lahko zagotovi tudi dodaten življenjski prostor, na primer strešni vrt.

## Elementi oblikovanja
Elementi pri zasnovi strehe so:
- material
- gradnja[2]
- vzdržljivost

Material strehe je lahko od listov banane, pšenične slame ali morske trave do laminiranega stekla, bakra, aluminijaste pločevine in predhodno ulitega betona. V mnogih delih sveta so keramične ploščice stoletja, če ne celo tisočletja, prevladujoči strešni material. Drugi strešni materiali vključujejo asfalt, smolo iz premogovega katrana, EPDM gumo, Hypalon, poliuretansko peno, PVC, skrilavce, teflonsko tkanino, TPO ter lesene strese in skodle.
Konstrukcija strehe je odvisna od načina podpore in od tega, kako se premosti spodnji prostor in ali je streha nagnjena ali ne. Naklon je kot, pod katerim se streha dvigne od najnižje do najvišje točke. Večina ameriške domače arhitekture, razen v zelo suhih regijah, ima strehe, ki so nagnjene ali poševne. Čeprav lahko sodobni gradbeni elementi, kot so odtočne cevi, odpravijo potrebo po naklonu, so strehe zaradi tradicije in estetike nagnjene. Tako je višina delno odvisna od slogovnih dejavnikov, delno pa tudi od praktičnosti.
Nekatere vrste strešnih kritin, na primer slamnata, zahtevajo strm naklon, da so vodoodporne in trpežne. Druge vrste strešnih kritin, na primer hlačke, so na strmo nagnjenih strehah nestabilne, vendar zagotavljajo odlično zaščito pred vremenskimi vplivi pod sorazmerno nizkim kotom. V regijah, kjer je malo dežja, skoraj ravna streha z rahlim odtokom zagotavlja primerno zaščito pred občasnimi nalivi. Odtočne cevi odpravljajo tudi potrebo po poševni strehi.
Trajnost strehe je zaskrbljujoča, ker je streha pogosto najmanj dostopen del stavbe za popravilo in obnovo, medtem ko ima lahko poškodba ali uničenje resne posledice.
Osebe, ki so specializirane za gradnjo streh, so krovec, tesar in druge.

## Oblika
Oblika streh se od regije do regije močno razlikuje. Glavni dejavniki, ki vplivajo na obliko streh, so podnebje in materiali, ki so na voljo za strešno konstrukcijo in zunanjo oblogo. 
Osnovne oblike streh so ravne, enokapne, dvokapne, bočne, metulji, obokane in kupolaste. Obstaja veliko različic teh vrst. Strehe, izdelane iz ravnih odsekov, ki so nagnjeni, se imenujejo poševne strehe (običajno, če kot presega 10 stopinj). Nagnjene strehe, vključno z dvokapnimi, dvokapnicami in strehami, predstavljajo največ domačih streh. Nekatere strehe sledijo organskim oblikam, bodisi z arhitekturno zasnovo bodisi zato, ker je bil pri gradnji uporabljen prožen material, kot je slama.

## Deli
Streha ima dva dela: njena nosilna konstrukcija in kritina ali zgornja vremensko odporna plast. V manjšini stavb je zunanja plast istočasno samonosna konstrukcija.
Strešna konstrukcija je na splošno podprta na stenah, čeprav nekateri gradbeni slogi, na primeri geodetski in A-okvir, zamegljujejo razliko med steno in streho.

### Podpora
Nosilna konstrukcija strehe običajno vključuje nosilce, ki so dolgi in iz močnega, dokaj togega materiala, kot je les, od sredine 19. stoletja pa tudi iz litega železa ali jekla. V državah, ki pogosto uporabljajo bambus, prožnost materiala povzroči značilno ukrivljeno linijo strehe, značilno za orientalsko arhitekturo.
Les je primeren za najrazličnejše oblike streh. Lesena konstrukcija lahko izpolni tako estetsko kot tudi praktično funkcijo, če je izpostavljena pogledu.
Kamnite preklade so se uporabljale za podporo streh že v prazgodovini, vendar ne morejo premostiti velikih razdalj. Kamniti lok je bil v široki uporabi v starorimskem obdobju, v različnih oblikah pa se je lahko uporabljal v prostorih do 43 m. Kamniti lok ali obok, z rebri ali brez, je približno 2000 let prevladoval v strešnih konstrukcijah večjih arhitekturnih del, le z industrijsko revolucijo in zasnovo stavb, kot je Paxtonova Kristalna palača, dokončana leta 1851, je prestopil železne nosilce.
Z nenehnimi izboljšavami jeklenih nosilcev so ti postali glavna strukturna podpora za velike strehe in sčasoma tudi za običajne hiše. Druga oblika nosilca je armiranobetonski nosilec, v katerem so kovinske palice zajete v beton, kar mu daje večjo trdnost pod napetostjo.

### Zunanji sloj - kritina
Ta del strehe kaže velike razlike glede na razpoložljivost materiala. V domači arhitekturi je strešni material pogosto rastlinski, na primer slama, najbolj trpežna pa je morska trava z življenjsko dobo približno 40 let. V mnogih azijskih državah se bambus uporablja tako za nosilno konstrukcijo kot zunanjo plast, kjer so razcepljena stebla bambusa položena izmenično obrnjena in prekrivana. Na območjih z obilico lesa uporabljajo lesene skodle in plošče, v nekaterih državah pa je lubje nekaterih dreves mogoče olupiti v debelih, težkih pločevinah in uporabiti za kritino.
V 20. stoletju so izdelali kompozitne asfaltne skodle, ki lahko trajajo od tanke 20-letne skodle do najdebelejše skodle z omejeno življenjsko dobo, stroški pa so odvisni od debeline in trajnosti skodle. Ko se plast skodle obrabi, se običajno odstranijo skupaj s podložnimi in strešnimi žeblji, kar omogoča namestitev nove plasti. Druga možnost je namestitev druge plasti neposredno nad obrabljeno plastjo. Ta metoda je sicer hitrejša, vendar ne omogoča pregleda strešne obloge in popravila poškodb vode, ki so pogosto povezane z obrabljenimi skodlami. Če ima več slojev starih skodel pod novo plastjo, se strešni žeblji nahajajo dlje od obloge, kar oslabi njihov oprijem. Pri tej metodi je največja skrb, da bi teža dodatnega materiala lahko presegla lastno nosilnost strešne konstrukcije in povzročila propad. Zaradi tega jurisdikcije, ki uporabljajo Mednarodni gradbeni zakonik, prepovedujejo namestitev nove kritine na obstoječo streho, ki ima dva ali več primerov katere koli vrste strešne kritine; obstoječi strešni material je treba odstraniti pred namestitvijo nove strehe. 
Skrilavec je idealen in trpežen material, medtem ko so v švicarskih Alpah strehe narejene iz ogromnih kamnitih plošč, debelih nekaj centimetrov. Skrilasta streha se pogosto šteje za najboljšo vrsto strešne kritine. Skrilasta streha lahko traja od 75 do 150 let in celo dlje. Vendar so strešne kritine pogosto drage za namestitev - na primer v ZDA ima lahko skrilava streha enake stroške kot preostala hiša. Pogosto so prvi del strehe iz skrilavca neuspešni pritrdilni žeblji; korodirajo, tako da skrilavci zdrsnejo. V Veliki Britaniji je to stanje znano kot »bolezen nohtov«. Zaradi te težave so priporočljivi pritrdilni žeblji iz nerjavečega jekla ali bakra, ki morajo biti zaščiteni tudi pred vremenskimi vplivi.
Azbest, običajno v vezanih valovitih ploščah, se je v 20. stoletju pogosto uporabljal kot poceni, nevnetljiv strešni material z odličnimi izolacijskimi lastnostmi. Zdravstvena in pravna vprašanja, povezana z rudarstvom in ravnanjem z azbestnimi izdelki, pomenijo, da se ta ne uporablja več kot nov strešni material. Številne azbestne strehe pa še naprej obstajajo, zlasti v Južni Ameriki in Aziji.
Strehe iz rezane trate (moderne, znane kot zelene strehe, tradicionalne kot drvene strehe) imajo dobre izolacijske lastnosti in jih vse bolj spodbujajo kot način ozelenitve Zemlje. Strehe Adobe so glinene strehe, pomešane z vezivnimi materiali, kot so slama ali živalska dlaka, in ometane na stružnicah, da tvorijo ravno ali rahlo nagnjeno streho, običajno na območjih z malo padavinami.
Na območjih, kjer je gline veliko, so strehe iz pečenih ploščic glavna oblika strešne kritine. Ulivanje in žganje strešnikov je panoga, ki je pogosto povezana z opekarno. Medtem ko je bila oblika in barva ploščic nekoč regionalno značilna, se ploščice številnih oblik in barv proizvajajo komercialno, da ustrezajo okusu in žepu kupca.
Pločevina v obliki bakra in svinca se uporablja tudi že več sto let. Oba sta draga, a trpežna, velika bakrena streha stolnica v Chartresu, oksidirana v bledo zeleno barvo, obstaja že stoletja. Svinec, ki se včasih uporablja za cerkvene strehe, je bil najpogosteje uporabljen v dolinah in okoli dimnikov na domačih strehah, zlasti pri skrilavcih. Za isti namen je bil uporabljen baker.
V 19. stoletju je železo, galvanizirano s cinkom, da bi izboljšalo svojo odpornost na rjo, postalo lahek, enostaven hidroizolacijski material. Zaradi poceni in enostavne uporabe je postala najbolj dostopna komercialna strešna kritina po vsem svetu. Od takrat se je razvilo veliko vrst kovinskih kritin. Strehe iz jeklene skodle ali stoječih šivov trajajo približno 50 let ali več, odvisno od načina namestitve in uporabljene vlažne pregrade (podloge) in so med stroški strešnih kritin in skrilastih streh. V 20. stoletju je bilo razvito veliko število strešnih materialov, vključno s strehami na osnovi bitumna (že uporabljenega v prejšnjih stoletjih), gume in vrste sintetike, kot so termoplastika in steklena vlakna.
- Skrilavec
- Ploščice iz terakote, Madžarska
- Uporaba riževe slame, Japonska
- Bananini listi, Kamerun
- Veje datljeve palme, Izrael
- Kovinska folija, Namibija
- Popravilo slame kmečka hiša, Japonska
- Kamen, ki se uporablja kot strešni material, Indija
- Trava na strehi, Norveška

## Funkcija
Strešni sklop ima več funkcij. Omogoča lahko katero koli ali vse naslednje funkcije: 
1. Odtekanje vode, tj. preprečevanje[7], da bi voda stala na površini strehe. Voda, ki stoji na površini strehe, poveča obremenitev strešne konstrukcije pod napetostjo, kar je varnostno vprašanje. Stoječa voda prispeva tudi k prezgodnjemu propadanju večine strešnih materialov. Garancije nekaterih proizvajalcev kritin zaradi stoječe vode postanejo neveljavne.
2. Za zaščito notranjosti stavbe pred vremenskimi vplivi, kot so dež, veter, sonce, toplota in sneg.
3. Zagotoviti toplotno izolacijo. Večina sodobnih komercialnih / industrijskih sklopov streh vključuje izolacijske plošče ali izolacijo batt. V večini primerov mednarodni gradbeni zakonik in mednarodni stanovanjski zakonik določata najnižjo R-vrednost, ki jo zahteva strešni sklop.
4. Izvesti v pričakovani življenjski dobi. Vsi standardni materiali za strešne kritine so na podlagi nezanesljivih dokazov ugotovili zgodovino[8] svoje dolgoživosti. Večina strešnih materialov bo zdržala še dolgo po izteku garancije proizvajalca, ob ustreznem stalnem vzdrževanju in odsotnosti neviht. Kovinske in strešne strehe lahko trajajo petdeset let ali več. Asfaltna skodla lahko traja 30-50 let. Zgrajene strehe iz premogovega katrana lahko trajajo štirideset ali več let. Enoslojne strehe lahko trajajo dvajset ali več let.
5. Zagotoviti želeni, neoporečen videz. Nekatere strehe niso izbrane samo zaradi zgornjih funkcij, temveč tudi zaradi estetike, podobno kot pri oblogah sten. Za nekatere sisteme se pogosto plačujejo premijske cene zaradi njihovega privlačnega videza.

### Izolacija
Ker je namen strehe zavarovati ljudi in njihovo lastnino pred podnebnimi elementi, so izolacijske lastnosti strehe upoštevanje njene strukture in izbire strešnega materiala.
Nekateri strešni materiali, zlasti tisti iz naravnih vlaknastih materialov, na primer slama, imajo odlične izolacijske lastnosti. Za tiste, ki tega ne storijo, je pod zunanjo plastjo pogosto nameščena dodatna izolacija. V razvitih državah ima večina stanovanj strop, nameščen pod konstrukcijskimi elementi strehe. Namen stropa je izolirati pred vročino in mrazom, hrupom, umazanijo in pogosto iztrebki in uši ptic, ki pogosto izberejo strehe za gnezdišča.
Kot izolacijo lahko uporabimo betonske ploščice. Ko nameščate prostor med ploščicami in strešno površino, lahko zmanjša ogrevanje, ki ga povzroča sonce.
Oblike izolacije so polst ali plastična folija, včasih z odsevno površino, nameščena neposredno pod ploščice ali drug material; sintetična penasta vata, položena nad strop, in izdelki iz recikliranega papirja ter drugi materiali, ki jih je mogoče vstaviti ali razpršiti v strešne votline. Tako imenovane Cool strehe postajajo vse bolj priljubljene, v nekaterih primerih pa jih zahtevajo lokalni kodeksi. Hladne strehe so opredeljene kot strehe z visoko odbojnostjo in visoko toplotno emisijo.
Slabo izolirana in prezračevana kritina lahko v hladnem vremenu trpi zaradi težav, kot je na primer nastajanje ledenih zajez okoli previsnih napušč, zaradi česar voda iz stopljenega snega na zgornjih delih strehe prodre v strešni material. Led se pojavijo, ko toplota uhaja skozi skrajni zgornji del strehe in sneg se na teh točkah topi, zmrzne, ko kaplja po skodlah, in se na spodnjih točkah zbira v obliki ledu. To lahko povzroči strukturno škodo zaradi stresa, vključno z uničenjem žlebov in drenažnih sistemov.

### Drenaža
Primarna naloga večine streh je preprečevanje zamakanja vode. Velika površina strehe odbija veliko vode, ki jo je treba usmeriti na primeren način, da ne povzroči škode ali nevšečnosti.
Ravna streha stanovanjskih stavb ima na splošno zelo majhen naklon. V bližnjevzhodni državi, kjer se streha lahko uporablja za rekreacijo, je pogosto obzidana, zato je treba predvideti drenažne luknje, da se voda ne bo združevala in pronicala skozi porozni strešni material.
Podobne težave, čeprav v veliko večjem obsegu, se soočajo z gradbeniki sodobnih poslovnih nepremičnin, ki imajo pogosto ravne strehe. Zaradi zelo velike narave takšnih streh je bistveno, da je zunanja obloga iz zelo neprepustnega materiala. Večina industrijskih in komercialnih struktur ima običajne strehe z nizkim naklonom.
Na splošno je naklon strehe sorazmeren s količino padavin. Hiše na območjih z malo padavinami imajo pogosto strehe z nizkim naklonom, medtem ko imajo hiše na območjih z veliko padavinami in snegom strme strehe. Dolge hiše na Papuanski Novi Gvineji, na primer, so arhitektura, v kateri prevladujejo visoke strehe, ki segajo skoraj do tal. Visoke strme strehe Nemčije in Nizozemske so značilne za snežne padavine. V delih Severne Amerike, kot sta Buffalo v ZDA ali Montreal v Kanadi, je potreben najmanjši naklon 30 stopinj.
Obstajajo regionalni slogi gradnje, ki so v nasprotju s tem trendom, kamnite strehe alpskih koč pa so po navadi nežnejših naklonov. Te stavbe na njih po navadi kopičijo veliko snega, kar je dejavnik njihove izolacije. Naklon strehe je deloma določen z razpoložljivim strešnim materialom, naklon 3/12 ali večji naklon pa je na splošno pokrit z asfaltnimi skodlami, leseno streho, valovitim jeklom, skrilavcem ali ploščicami.
Voda, ki jo odbija streha med nevihto, lahko škoduje stavbi, ki jo streha ščiti. Če teče po stenah, lahko pronica v malto ali skozi plošče. Če leži okoli temeljev, lahko povzroči pronicanje v notranjost, naraščajočo vlago ali suho gnilobo. Iz tega razloga ima večina stavb vzpostavljen sistem za zaščito sten stavbe pred večino strešne vode. V ta namen se običajno uporabljajo previsni napušči. Večina sodobnih streh in veliko starih ima sisteme dolin, žlebov, vodnih glav in odtočnih cevi za odstranjevanje vode iz okolice stavbe. V mnogih delih sveta se strešna voda zbira in skladišči za domačo uporabo.
Območja, nagnjena k močnemu snegu, imajo koristi od kovinske strehe, ker njihove gladke površine lažje odvržejo težo snega in se bolje upirajo sili vetra kot lesena skodla ali betonska streha.
Izolacija, drenaža in sončna kritina
- Sneg na strehi, Poljska
- Ravne strehe, Izrael
- Strmo nagnjene dvokapne strehe, v severni Evropi
- Zelena streha s sončnimi kolektorji, Škotska

### Sončne strehe
Novejši sistemi vključujejo sončne celice, ki proizvajajo elektriko in pokrivajo streho. Na voljo so tudi sončni sistemi, ki ustvarjajo toplo vodo ali vroč zrak in so lahko tudi strešna kritina. Kompleksnejši sistemi lahko izvajajo vse te funkcije: proizvajajo električno energijo, pridobivajo toplotno energijo in delujejo tudi kot strešna kritina.
Sončne sisteme je mogoče integrirati s strehami:
- integracija pri pokrivanju poševnih streh, npr. sončne skodle.
- pritrditev na obstoječo streho, npr. sončna plošča na strešni strehi.
- integracija v ravno strešno membrano s pomočjo toplotnega varjenja, npr. PVC.
- pritrditev na ravno streho s konstrukcijo in dodatno težo, ki preprečuje dviganje zaradi vetra.

## Galerija oblik streh
- Poševna streha z okrašenim dvokapnico, Tajska
- Mansardna streha, okrožni zapor, Ohio
- Stožčasta streha v Tajpeju
- Ravne strehe, Kitajska
- Nagnjena ravna streha, hiša, Zahodna Avstralija
- Metuljasta streha v Paradise Palms na jugozahodu ZDA

## Galerija pomembnih streh
- Polikromirane ploščice, Francija.
- Steklene keramične ploščice, operna hiša v Sydneyju
- Ploščice Imbrex in tegula na kupoli Firenške stolnice.
- Marmornata kupola, [fTadž Mahal
- Bakrena streha stolnice v Speyerju, Nemčija
- Glavna streha kapele King's College v Angliji.
- Steklena streha Grand Palais v Parizu.